# Брюксел
Вижте пояснителната страница за други значения на Брюксел.
Брюксел (на френски: Bruxelles; на нидерландски: Brussel; на немски: Brüssel) е столица на Белгия. Брюксел може да се отнася за общината с това име (население 141 000 души през 2004) или за Столичен регион Брюксел (население 992 000 души през 2003; вижте Административно деление на Белгия). Брюксел е един от ъглите на така наречения триъгълник Антверпен-Гент-Брюксел, в който е съсредоточена голяма част от икономиката на Белгия.
Брюксел е седалище на множество международни организации. В града са разположени главните институции на Европейския съюз: Европейската комисия, Съвета на Европейския съюз, Европейския парламент (пленарните заседания се провеждат в Страсбург) и щабквартирите на НАТО и на Западноевропейския съюз.
Традиционният език в града е нидерландският, но от 19 век делът на френскоговорещите нараства и вече е преобладаващ език. Официалните езици в Брюксел са два – нидерландски и френски.

## Етимология
Името Брюксел идва от старохоландската дума Bruocsella, комбинация от блато (bruoc) и дом (sella) или дома в блатото.

## История

### Възникване
Според легендата Брюксел е основан през VI век от Свети Гаудерик (или Сен-Жери). Обаче първото споменаване за селището Bruocsella се среща още през 996 година в грамотата на Отон Велики. От 977 до 979 година Карл Долнолотарингийски построява крепост и параклис на острова на река Сена, което става първа крачка в развитието на града. В 1229 г. брабантският дук Хенрих I дарява града с първата Харта, която му дава право да има градски съвет, печат (символ на политическата еманципация), позорен стълб и бесилка (знак за криминална юрисдикция), както и да се изграждат защитни стени. В XIII век е построена първата градска стена с дължина от 4 km, обграждаща площ
от 800 декара. В XIV век е построена втората градска стена с дължина от 8 km. В наши дни това съответства на околовръстните булеварди на брюкселския пентагон.

### Средновековие
В 1430 година бургундският херцог Филип III Добрия наследява херцогството Брабант и прави Брюксел столица на Бургундска Нидерландия. Тогава се строи сградата на кметството и първите здания на Гран Плас, икономиката процъфтява.
В града се заселват скулптори, килимари и ювелири, развива се производството на платове. През XV и XVI век градът е в пълен научен и културен разцвет. Тук работят анатомът Андрей Везалий, географът Герхард Меркатор, хуманистът Дезидериус Еразъм Ротердамски, композиторът Ролан де Ласус, както и художниците Питер Брьогел Стария, Бернард ван Орле и Рогир ван дер Вейден. През 1477 година внучката на Филип Добрия, Мария Бургундска, се омъжва за бъдещия император на Свещената Римска империя Максимилиан I Австрийски, за сметка на което Брабант преминава под управлението на Хабсбургите. Тяхната дъщеря Маргарита Австрийска временно пренася резиденцията в Мехелен. Към края на XV век Брюксел наброява 45 хил. жители.
След смъртта на Карл V, по време на царуването на неговия син Филип II, по-голямата част от (съвременна) Белгия става част от Южна Нидерландия. По време на управлението на испанеца Фернандо Алварес де Толедо са жестоко преследвани протестантите. Репресията довежда до напускане на интелектуалния елит от града (основно към Амстердам), което на свой ред довежда до икономически упадък на Брюксел.

### Брюксел следТридесетгодишната война
Според Вестфалския мир, сложил край на войната през 1648 година, северната част на Нидерландия е призната за независима, а южната част заедно с Брюксел остава под испанско управление. През втората половина на XVII век, при Луи XIV, Франция се опитва да установи господстващо положение в Европа. Френските войски завладяват Ено и Западна Фландрия.
През 1695 година брюкселският Гран Плас е обстрелван в продължение на три дни от артилерия и почти напълно разрушен. Според Рейсвейкския мир от 1697 година, французите трябва да напуснат белгийските територии. В хода на Войната за испанското наследство (1701 – 1714) Южните Нидерланди (заедно с Брюксел) попадат в ръцете на представителите на Хабсбургите от Австрия.

### Борба за независимост
През 1789 година с помощта на Брабантското въстание Брюксел за кратко време придобива независимост от управлението на Хабсбургите по времето на Йозеф II, докато териториите не са превзети през 1794 година от войските на Френската република. Френското господство е отхвърлено през 1815 година след поражението на Наполеон в битката при Ватерлоо, който се намира на 15 km на юг от Брюксел. На Виенския конгрес през 1814 – 1815 е решено да се обединят Южните Нидерланди със Северните под управлението на Вилхелм I.
Нидерландският Юг, където са били разпространени френският език и католицизма, се е чувствал ощетен в областта на държавното управление, образование и икономическо развитие в сравнение с протестантския Север, говорещ нидерландски език. След време Белгийската революция довежда до отделянето на Белгия от Обединеното кралство Нидерландия и образуването на Белгийското кралство. Най-силните държави през този период – Англия, Прусия, Австрия и Русия са били заинтересовани от мирно разрешаване на конфликта и провъзгласяват на Лондонската конференция от 1830 година независимостта на новата държава. Брюксел става столица на кралството, а Леополд I – първият крал на Белгия с форма на управление конституционна монархия.

### Ново време
Благодарение на статута на столица и на икономическия възход на Белгия през епохата на индустриализация (XIX век), Брюксел се превръща във все по-привлекателно място. Населението се разраства бързо, не на последно място за сметка на имигрантите от Валония и Франция. Историческото ядро на града се обединява с бившите селски общини в конгломерат, израстват нови квартали. През това време се строят сгради, като Двореца на правосъдието, Брюкселската фондова борса, Кралския дворец, Триумфалната арка и прочутите сгради в стил ар нуво (като сградите на Виктор Орта).
Въпреки че Белгия е жертва на агресивната политика на Германия и в двете световни войни, Брюксел не получава значителни разрушения. Благодарение на това архитектурата и улиците на Брюксел до 1960-те (и отчасти в наши дни) остават такива, каквито са били по време на основаването на града. Още през 1930-те са свързани с релсов път Северната и Централната гари през центъра на града.
Старият конфликт между фламандското (нидерланскоезично) и валонското (френскоезично) население води до това, че през 1932 – 1938 година Брюксел се превръща в двуезичен: имената на улици, спирки на обществения транспорт и общините са дублирани на двата езика. Под влиянието на по-развитата по това време Валония градът все повече се „пофренчва“ и преобладаващият по-рано холандски език отива на втори план. Също така в архитектурата доминира френският стил.
След Втората световна война Брюксел завоюва все по-голямо международно значение – през 1958 г. тук се настанява Европейската икономическа общност (предшественик на Европейският съюз). През същата година в Брюксел се провежда Световно изложение, за което е построен Атомиумът. През 1967 г. от Париж в Брюксел се премества и НАТО.
Публикуваният през 1953 г. закон, по който разходите за събаряне на стари къщи се изплащат от държавата, се отразява неблагоприятно върху външния вид на града: събарят се ненужно голям брой стари жилища и квартали, а на получените площи се построяват високоетажни сгради. Някои архитекти смятат, че Брюксел е по-засегнат от модернизирането през 1960-те години, отколкото от войните. Тази модернизация, придружена от събаряне в голям мащаб на исторически квартали, е наречена „брюкселизация“. Освен това характерна черта за новия Брюксел е образуването на гето и заселването на бедните имигрантски семейства в централните квартали, отличаващи се по-рано с богати културни традиции.

## География
Формата на общината на Брюксел е неправилна и се състои от три части: широка северна, централна и тясна южна. В северната част Брюксел включва областите Лаакен, където са разположени няколко кралски резиденции. До 1921 година Лаакен е самостоятелна община. Исторически ядрото на града представлява петоъгълник от булеварди, построени на мястото на бившите отбранителни съоръжения.
През Брюксел минава река Сена (Zenne), но в чертите на града тя на практика не се вижда, тъй като е покрита от белгийските инженери, под ръководството на Мишел-Анри-Жозеф Мо, в периода на урбанизацията (втората половина на XIX в.).

### Климат
Климатът на Брюксел е умерено морски. Морски въздушни маси, възникнали над разположеното в относителна близост Северно море, определят малката амплитуда на дневната и годишна температури и високата относителна влажност. Най-горещите месеци юли и август са със средна температура от 17,0 °C, а най-студеният януари е със среден минимум до 2,5 °C. Средната годишна температура е 9,7 °C. Количеството часове на слънцегреене в годината е 1585.
За морския климат е типично голямо количество на валежите. Така за година в Брюксел падат 821 mm валежи, като най-голямото количество (от 79 mm) е през ноември и декември.

## Население
На територията на град Брюксел живеят 148 873 души (1 януари 2008), при плътност на населението 4566 души/km². Заедно с 18-те комуни на Брюкселския столичен окръг, агломерацията образува най-големия (и заедно с това един от най-гъстонаселения) град в Бенелюкс с население 1 048 491 души.
От общините в регион Брюксел-столица, най-голяма и най-населена е общината на град Брюксел. С най-малко население е Кукелберг с 18 541 жители, докато най-малката по площ е Сен-Жос-тен-Ноде, която е само 1,1 km². Въпреки че е най-малката община, Сен-Жос-тен-Ноде е най-гъсто населената от всички общини с 20 822 жители/km².

### Демографски данни
Най-бързо населението на Брюксел се увеличава по време на урбанизацията през XIX – XX век; за едно столетие числеността на населението нараства два пъти, от 98 хил. през 1830 година до 200 433 души през 1930 година. Пикът на числеността на населението е 1930 година и оттогава населението на града намалява и през последните 30 години е около 140 хиляди.
През 2007 година коефициентът на раждаемост е 17,4, а коефициентът на смъртност e 8,8. Така естественият прираст на населението е +8,6, а общият +17,1, което е доста висок показател за Европа.
Половият състав на населението на града е еднороден – 50,18% мъже и 49,82% жени. Половината от цялото брюкселско население (51,6%) е неомъжено/неженено.

### Етнически състав
Благодарение на разполагането в Брюксел на учреждения на Европейския съюз, НАТО и други международни организации, повече от една четвърт от населението (27,1%) на града са чужденци.

### Религия
Въпреки че исторически основната религия в Брюксел е католицизъм (протестантите са били преследвани и експулсирани от испанците през 16 век), повечето хора в Брюксел не са вярващи. Около 10% от населението редовно посещава църковните служби. Сред религиите, наред с исторически господстващия католицизъм, съществуват големи малцинства от мюсюлмани, атеисти и агностици. Други (признати) религии (протестантство, англиканство, православие и юдаизъм) се изповядват от много по-малки групи в Брюксел.

## Администрация и управление
Регионът Брюксел-столица е един от трите региона на Белгия, като френската и фламандската общност упражняват всяка от своя страна своите културни компетенции на територията на региона. Брюксел има регионален парламент с 89 депутати (72 френскоговорещи и 17 фламандскоговорещи, като партиите се организират на езикова основа) и правителство с министър-председател и управител.
Регионът Брюксел-столица е съставен от 19 общини (през 1831 г. Белгия е разделена на 2739 общини), всяка една управлявана от кмет. За разлика от повечето общини в Белгия, тези, разположени в региона Брюксел-столица, не са били слети с други по време на реформите през 1964, 1970 и 1975 г. Въпреки това няколко общини извън региона са исторически свързани с град Брюксел, като Лаакен, Харен и Недер-на-Хембек, които са обединени с града през 1921 г.
Общините в региона Брюксел-столица са политически единици със задължения на местно равнище, като например прилагане на закона, поддържането на училища и пътни мрежи в рамките на техните граници. Общинската администрация се управлява от кмет, съвет и изпълнителна власт.

## Икономика
Брюксел е най-големият икономически център на Белгия. На икономическия ръст на белгийската столица помагат както централното ѝ разположение, така и фактът, че там са разположени международни организации като ЕС и НАТО. По обем БВП на глава от населението Брюксел заема трето място сред европейските градове след Люксембург и централен Лондон. Най-голяма печалба принасят гастрономията (през април 2007 г. в града има повече от 2000 ресторанта) и сферата на услугите. Освен това е развито машиностроенето. В града има голям брой финансово-кредитни институции.

## Транспорт
Брюксел разполага с добре развит обществен транспорт, както и с извънградски транспортни връзки.
Градът се обслужва от летище, разположено в община Завентем в близост до Брюксел, както и от летище Шарлероа Юг, намиращо се до Шарлероа на около 50 km от Брюксел. Също така градът е свързан с пряка високоскоростна железопътна линия с Лондон (с влака Евростар през тунела под Ламанша) и с Амстердам, Париж и Кьолн (с влака Thalys).
Брюксел също има свое пристанище на канала Брюксел-Шелда, разположено в северозападната част на града. Каналът Брюксел-Шарлероа свързва Брюксел с главните индустриални зони на Валония.

### Обществен транспорт
Метрото в Брюксел датира от 1976 г., но подземни линии, известни като „premetro“, са обслужвани от трамвай от 1968 г. Градът разполага също и с добре развита автобусна и трамвайна мрежа. Според съществуващите планове през следващите няколко години градският транспорт ще бъде увеличен със Столична регионална експресна железопътна мрежа (Gewestelijk ExpresNet (GEN)), която ще свързва Брюксел по-добре с околните населени места.

### Автомобилен транспорт
В Брюксел се събират много линии на пътните комуникации на страната. Пътната мрежа прилича по своето устройство на френската пътна мрежа – подобно на парижкия булевард Périférique, в Брюксел е налице околовръстна магистрала R0, към която се включват пътища от всички посоки. Цялата мрежа от магистрали е добре осветена.
Поради големи задръствания на главните кръстовища голяма част от пътищата са преместени под земята. Така скрити под земята са не само прави участъци, но и разклонения, и дори светофари. Един от тунелите води директно от магистралата в източната част на града в квартала, където са разположени учрежденията на ЕС.

## Гербове
- Град Брюксел
- Брюкселски столичен район

- Гербът на Град Брюксел показва Архангел Михаил, който е патрон на град Брюксел, убиващ дявола.
- Емблемата на Брюкселски столичен район изобразява жълт ирис (естествен за Брюкселската зона) на син фон.

## Други
- Един от символите на града е Атомиумът – конструкция, изобразяваща клетка на железен кристал

## Фестивали
- Международен фестивал на фентъзи филмите в Брюксел – провежда се от 1983 г. по идея на Ани и Фреди Бозо, Джиджи Етиен, Жорж и Гай Делмоте. Провежда се всяка година през март или април.

## Изкуство и култура
В Брюксел има над 40 музея, включително Музей на Модерното изкуство и кралският музей за изящни изкуства на Белгия. Последният разполага с богата колекция от различни художници, включително фламандски художници, като Брьогел, Рогир ван дер Вейден, Робърт Кампин, Антонис ван Дайк и Якоб Йорданс. Други музеи са музеят на Магрит, който съдържа най-голямата колекция в света на творчеството на сюрреалиста Рене Магрит и Белгийският музей на комиксите.
Градът е бил домакин на много панаири и конференции. През 1958 тук се провежда и Световно изложение.

## Образование
В Брюксел има няколко университета. Двата основни са френскоезичният Свободен университет в Брюксел (Université Libre de Bruxelles) с около 20 хил. студенти, разположени в три кампуса в града (и други два отвън), и холандскоезичният Свободен университет в Брюксел (Vrije Universiteit Brussel) с около 10 хил. студенти. Двата университета произхождат от един прародител, основан през 1834 г., а именно Свободния университет на Брюксел, който се разделя през 1970 г. по време на реорганизацията на висшето образование.
Други университети са Facultés Universitaires Saint-Louis с 2000 студенти, Hogeschool-Universiteit Brussel, Кралската военна академия, военен колеж, установени през 1834 г. от френски полковник и две театрални училища основани през 1982 г.: Френскоезичната кралска консерватория (Conservatoire Royal) и холандскоезичната кралска консерватория (Koninklijk Conservatorium).
Някои други университети също имат филиали в Брюксел, като например Католическият университет в Льовен има Медицински факултет в града от 1973 година. В допълнение University of Kent's Brussels School of International Studies предлага следдипломно обучение по международни изследвания, а Бостънският университет в Брюксел, създаден през 1972 г., предлага магистърска степен по бизнес администрация и международни отношения. Поради международното присъствие в града след Втората световна война, има и редица международни училища, включително Международното училище в Брюксел, британското училище в Брюксел, както и четири европейски училища, обслужващи работещите в институциите на ЕС.

## Известни личности
Родени в Брюксел
- Албер II (р. 1934), крал
- Жорж Албер Буланже (1858 – 1932), зоолог
- Андреас Везалий (1514 – 1564), анатом
- Камий Гут (1884 – 1971), политик
- Джеки Икс (р.1945), автомобилен състезател
- Хулио Кортасар (1914 – 1984), аржентински писател
- Жорж Лемен (1865 – 1916), художник
- Леополд II (1835 – 1909), крал на белгийците
- Лоран Белгийски (р. 1963), принц на Белгия
- Емил Мпенза (р.1978), футболист
- Клод Леви Строс (р. 1908), френски антрополог
- Тутс Тилеманс (р. 1922), музикант
- Филип (р. 1960), крал

Починали в Брюксел
- Жорж Буланже (1837 – 1891), френски генерал и политик
- Емил Вандервелд (1866 – 1938), политик
- Камий Гут (1884 – 1971), политик
- Жак-Луи Давид (1748 – 1825), френски художник
- Жорж Лемен (1865 – 1916), художник
- Леополд I (1790 – 1865), крал на белгийците
- Леополд II (1835 – 1909), крал на белгийците
- Рене Магрит (1898 – 1967), художник
- Виктор Орта (1861 – 1947), архитект
- Джакомо Пучини (1858 – 1924), италиански композитор
- Пол-Анри Спак (1899 – 1972), политик
- Жорж Тьони (1873 – 1966), политик

Други личности, свързани с Брюксел
- Исак Албенис (1860 – 1909), испански композитор, учил в града през 1876 – 1880
- Лорънс Алма-Тадема (1836 – 1912), британски художник, живял в града през 1863 – 1869
- Шарл Бодлер (1821 – 1867), френски поет, живял в града през 1864 – 1866
- Вилхелм Орански (1533 – 1584), нидерландски държавник, живял в града в средата на 16 век
- Никола Генадиев (1868 – 1923), български политик, завършил право в Брюксел през 1891
- Петър Гудев (1862 – 1932), български политик, завършил право в Брюксел в края на 19 век
- Пол Делво (1897 – 1994), художник, учил изкуство в Брюксел в началото на 20 век
- Мориц Корнелис Ешер (1898 – 1972), нидерландски художник, живял в града през 1937 – 1941
- Тодор Кръстев (1865 – ?), български политик, завършил право в Брюксел през 1892
- Никола Недев (1886 – 1970), български офицер и политик, завършил военна академия през 1915
- Ран Босилек (1886 – 1958), български писател, завършил право в Брюксел в началото на 20 век
- Данис Танович (р. 1969), босненски режисьор, учил и работил в града през 1990-те
- Андрей Тошев (1867 – 1944), български дипломат, завършил естествени науки в Брюксел през 1891
- Чавдар Червенков (р. 1941), български офицер и дипломат, военен аташе през 1978 – 1982